# 江原達也
江原 達也（えはら たつや、1963年〈昭和38年〉5月9日 - ）は、日本の政治家。山口県長門市長（2期）。元長門市議会議員（1期）。

## 来歴
山口県大津郡日置町（現在の長門市日置）に生まれる。父親の江原清は日置町長を6期務めた。日置町立日置小学校、日置町立日置中学校、山口県立大津高等学校（現在の山口県立大津緑洋高等学校）卒業。1986年（昭和61年）3月、専修大学経済学部卒業。同年4月、みずほ銀行の前身銀行に就職。倉敷支店長を務めた。2013年（平成25年）4月、みずほヒューマンサービス株式会社へ異動。
2016年（平成28年）11月に帰郷。2017年（平成29年）4月の長門市議会議員選挙に立候補し、トップ当選を果たした。市議時代は自由民主党日置支部長を務めた。
2019年（令和元年）5月10日、任期満了に伴う長門市長選挙に立候補する意向を表明。その後、現職の大西倉雄も3選を目指し出馬表明した。
同年11月17日執行の市長選で大西は自民党・公明党の推薦と、笠本俊也県議、市議会議員18人中17人、地元主要企業の支援を受けて組織戦を展開した。安倍晋三派の前田晋太郎下関市長や藤井律子周南市長ら近隣首長も大西の応援にかけつけ、選対では安倍事務所の筆頭秘書が指揮をとったが、江原が大西との一騎打ちを制し初当選を果たした。11月27日、市長就任。
※当日有権者数：29,176人 最終投票率：62.57%（前回比：pts）
| 候補者名 | 年齢 | 所属党派 | 新旧別 | 得票数  | 得票率 | 推薦・支持                 |
| -------- | ---- | -------- | ------ | ------- | ------ | -------------------------- |
| 江原達也 | 56   | 無所属   | 新     | 9,149票 | 50.64% |                            |
| 大西倉雄 | 69   | 無所属   | 現     | 8,916票 | 49.36% | （推薦）自由民主党・公明党 |

2023年11月19日執行の市長選では、再選を目指す江原と前市教育委員会教育部長の南野（のうの）佳子との一騎打ちとなり江原が再選。江原には昨年7月に死去した安倍の後継である吉田真次衆議院議員や「安倍派」の大半が支援し南野は次の衆議院議員総選挙で選挙区となる新山口3区の自民党の公認争いに吉田を抑えた林芳正前外務大臣や江原に反目する「安倍派」の県議会議員が支援し自民党・公明党・連合山口が推薦した。※当日有権者数：12,374人 最終投票率：63.15%（前回比：+0.62pts）
開票結果は、当選 江原達也（60歳）無所属 現 9,974票、南野佳子（60歳）無所属 新 6,889票 自由民主党・公明党・連合山口推薦だった。

## 市政
- 2019年（令和元年）12月の市議会定例会に、選挙公約どおり、自身の月額給与を20％削減する条例案を提出。最終日の12月26日、同条例案は賛成多数で可決された[11]。